# Анфельт, Арвид
Арвид Вольфганг Натанаель Анфельт (швед. Arvid Ahnfelt; 16 августа 1845, Лунд — 17 февраля 1890, Копенгаген) — шведский историк литературы, публицист, журналист.

## Биография
Образование получил в Лунде и в Упсале. Работал в Национальной библиотеке Швеции в Стокгольме.
Позже, занимался журналистикой, сотрудничал с газетой Aftonbladet. В 1881 году стал редактором политического журнала Ur Dagens Krönika.
Похоронен в Стокгольме.

## Творчество

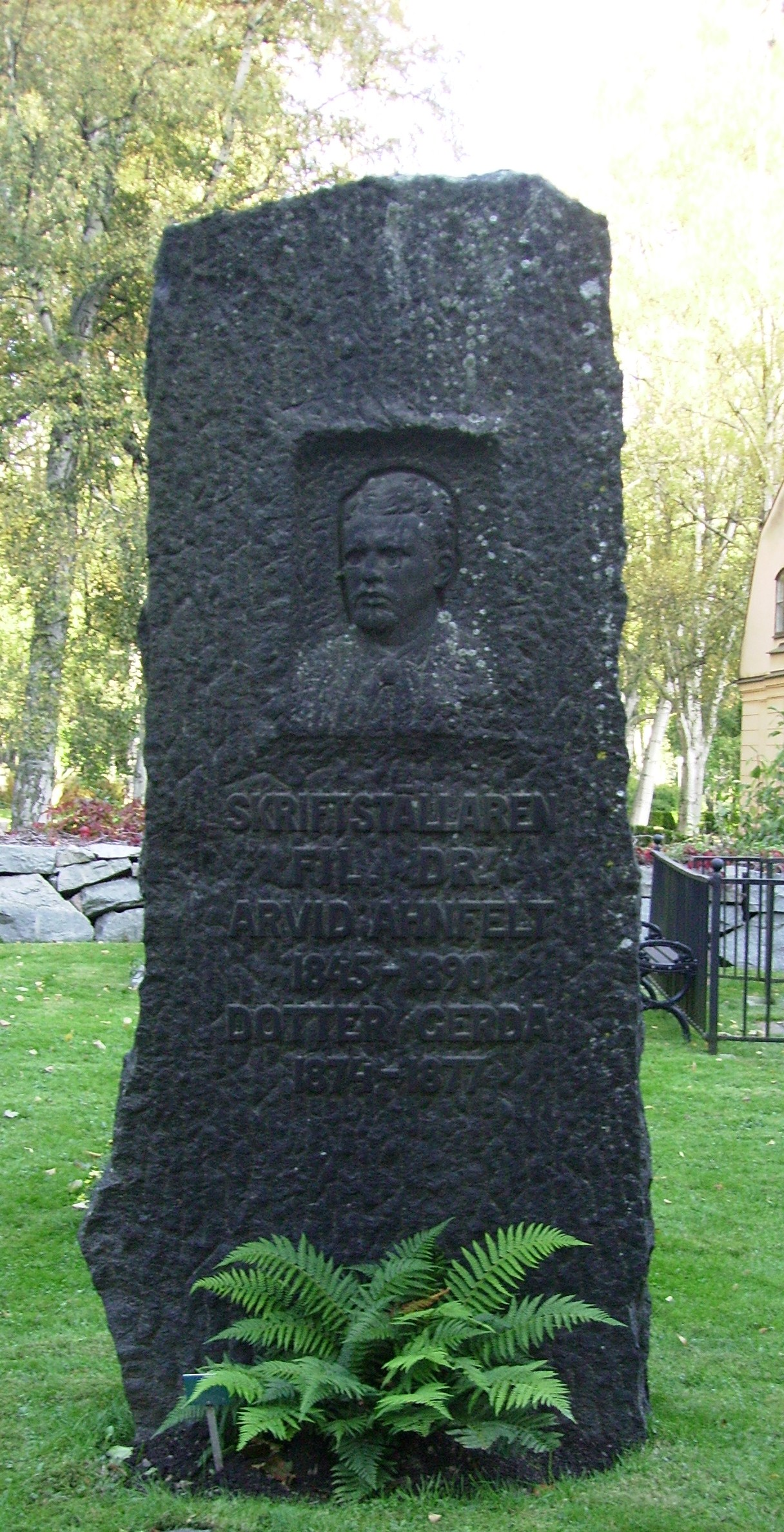
Памятник на могиле А. Анфельта в Стокгольме

Его литературная деятельность посвящена была главным образом изданию мемуаров и писем, важных в литературном и историческом отношении. К первой категории относятся его литературно-исторические сочинения о Альмквисте, Крузенштольне, Кульберге, Пальмере и других, ко второй — сборные произведения:
- «Ur svenska hofvets och aristocratieus lif» (7 т., Стокгольм, 1880—83);
- «Frau Europas hof» (3 т., Стокгольм, 1883—84);
- «Ryska afs löjandeu» (1885) и др.

Кроме того, А. Анфельт обработал (по Шерру, Геппнеру, Тэну, Петерсену и Мальмштрему) «Verldsliteratureus Historia» (2 т., Стокгольм, 1875—76). Им же начато в 1883 г. «Europas Konstnärer».